# コラーゲン
コラーゲン（英語: collagen、ドイツ語: Kollagen）は、主に脊椎動物の真皮、靱帯、腱、骨、軟骨などを構成するタンパク質のひとつ。多細胞動物の細胞外基質（細胞外マトリクス）の主成分である。体内に存在しているコラーゲンの総量は、ヒトでは、全タンパク質の約30%を占める程多い。また、コラーゲンは体内で働くだけでなく人間生活に様々に利用されている。皮革は動物の皮が用いられているが、主成分はコラーゲンである。コラーゲン注入剤は美容目的の医薬品である。ゼラチンはコラーゲンを変性させたものであり、食品、化粧品など様々に用いられる。

## 構造

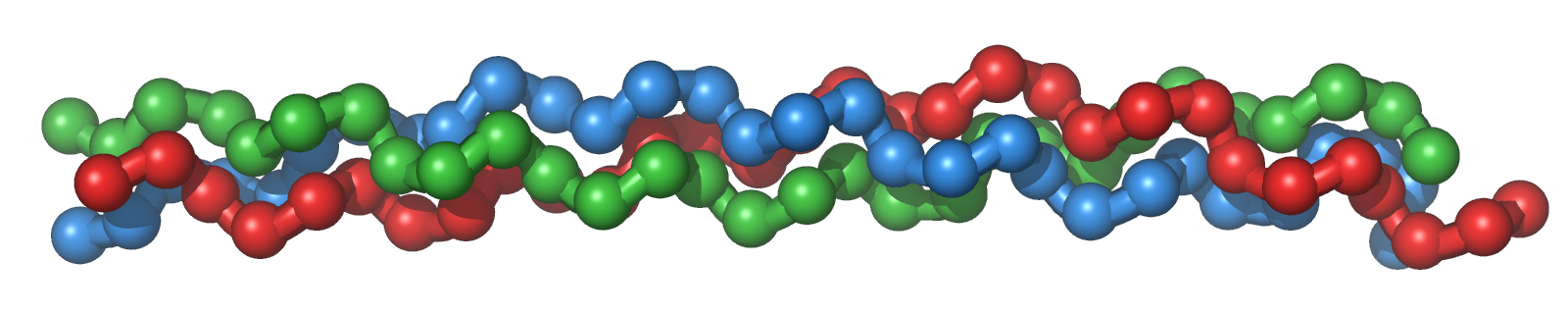
コラーゲンの3重らせん構造

コラーゲンタンパク質のペプチド鎖を構成するアミノ酸残基は、"―（グリシン）―（アミノ酸X）―（アミノ酸Y）―" と、グリシン残基が3残基ごとに繰り返す一次構造を有する。この配列は、コラーゲン様配列と呼ばれ、コラーゲンタンパク質の特徴である。例えば、I型コラーゲンでは、この "―（グリシン）―（アミノ酸X）―（アミノ酸Y）―" が1014アミノ酸残基繰返す配列を持っている。遺伝子配列では、プロリンのコドンがグリシンのコドンの次に多く存在する。（アミノ酸Y）の位置にあるプロリン残基は、プロリル4ーヒドロキシラーゼによる翻訳後修飾によって、4(R)ヒドロキシプロリン（プロリンが酵素によって修飾されたもの）残基になる。コラーゲンタンパク質分子を構成する1本のペプチド鎖はα鎖と呼ばれ、分子量はI型コラーゲンの場合は、10万程度である。
コラーゲンでは、各ポリペプチド鎖が左巻きのポリプロリンII型様の構造をとり、一残基ずつずれてグリシン残基が中央に来るようにペプチド鎖が3本集まって緩い右巻きのらせん構造をとる。側鎖のないグリシンが3残基ごとにあることがコラーゲン構造を取る上での必要条件であり、骨形成不全症患者の場合、3残基ごとにあるグリシン残基が変異している症例が多い。I型コラーゲンの場合、分子の長さはおよそ300 nm、太さは1.5 nmほどである。
線維性コラーゲン分子が、少しずつずれてたくさん集まり、線維を作ったものをコラーゲン原繊維（線維） (collagen fibril) と呼ぶ。例えば、骨や軟骨の中のコラーゲンは、このコラーゲン線維をつくっており、骨基質、軟骨基質にびっしりと詰まっている。主成分は軟骨以外の組織ではI型コラーゲン、軟骨ではII型コラーゲン分子である。V/XI型コラーゲン分子やIX/XII/XIV型コラーゲンも含まれる。コラーゲン線維は透過型電子顕微鏡で観察することができる。コラーゲン線維には、ほぼ65 nm周期の縞模様が観察される。コラーゲン線維の太さは通常、数十〜百数十 nm程度である。この太さは、そのコラーゲン線維を作っているコラーゲンの各型の割合やプロテオグリカンなどによって決まることがわかっている。
コラーゲン線維は、さらに多くが寄り集まって、結合組織内で強大な繊維を形成する場合がある。解剖学の分野ではコラーゲン繊維（線維）（膠原繊維（線維）;こうげんせんい、collagen fiber）と呼ばれることもある。生物学者はコラーゲン線維束と呼ぶことが多い。コラーゲン線維束の太さは数μm〜数十 μm程度で、適切な染色をおこなうと、光学顕微鏡でも観察することができる。

## アミノ酸組成
I型コラーゲンのコラーゲン領域のアミノ酸組成はグリシン残基が1/3を占め、プロリン及びヒドロキシプロリン残基を合わせて21%、アラニン残基が11%とかなり偏った構成となっている。またコラーゲンに特有のアミノ酸残基として3-および4-ヒドロキシプロリン、5-ヒドロキシリジン残基などがある。これらは通常のプロリン・リジン残基に水酸基が小胞体内での酵素によって翻訳後に修飾されたもので、他のタンパク中にはほとんど含まれない。3-ヒドロキシプロリン残基は、Gly-Xaa-Yaa-の繰り返し配列のXaaの位置に、4-ヒドロキシプロリン残基とヒドロキシリジン残基はYaaの位置にある。4-ヒドロキシプロリン残基量の測定から、動物組織のおよそのコラーゲン量を推測することができる。ヒドロキシプロリン残基は、コラーゲンの3本鎖らせん構造を安定化させる働きがある。ヒドロキシリジン残基の生理的な機能の詳細は明らかになっていないが、分子間架橋に関与して細胞外マトリックスを安定化させている。ヒドロキシリジン残基やヒドロキシリジン糖に修飾されるYaaのリジン残基の位置はランダムではない。
ヒドロキシプロリン・ヒドロキシリジン残基はいずれもタンパク合成の際に組み込まれるのではなく、まずそれぞれプロリン・リジン残基としてポリペプチド鎖に翻訳された後で小胞体内で水酸化酵素によりヒドロキシル化される(翻訳後修飾)。またこの反応の際にはビタミンCを補酵素として、鉄を補因子として必要とするため、L-グロノラクトンオキシダーゼ遺伝子の活性がないヒトではビタミンC欠乏によって正常なコラーゲン合成ができなくなり、壊血病を引き起こす。

## 機能
コラーゲンは、様々な結合組織に、力学的な強度を与えるのに役立っている。若干の弾力性もある。特に、腱の主成分は上述のコラーゲン線維がきちんとすきまなく配列したもので非常に強い力に耐える。腱には、筋肉が発生した引っ張り力を骨などに伝え、運動を起こす際に非常に強い力がかかる。また、骨や軟骨の内部では、びっしりと詰め込まれたコラーゲン細繊維が、骨や軟骨の弾力性を増すのに役立っており、衝撃で骨折などが起こることから守っている。また、皮膚の弾力性や強度に役立っている。
一方、こうした従来から知られている機能とは別に、コラーゲンが、それに接する細胞に対して、増殖、分化シグナルを与える、情報伝達の働きも担っていることがわかってきている。

## 起源
コラーゲンが地球で初めて誕生したのは、原生代後期の全球凍結後（6億〜8億年前）と考えられている。コラーゲンの産生にはプロリンとリジンの翻訳後修飾において分子状酸素が必要であるが、全球凍結以前は地球においてはコラーゲンを作り出せるだけの高濃度の酸素が蓄積されていなかった。そのためそれまでの生物の進化は単細胞生物までに留まっていた。そして全球凍結の状態が終わり、急激な気候変動の影響で大量に酸素が作られ地球に蓄積した。この影響により単細胞生物がコラーゲンを作り出す事に成功し、細胞同士の接着に利用され、単細胞生物の多細胞化が促進された。今日に見られる多細胞生物（動物・原生生物）は全てこのコラーゲンの生産に成功した種の子孫であると考えられている。（植物は細胞間接着にコラーゲンを用いず、多糖類であるセルロースを用いており、コラーゲンタンパク質を細胞間接着として利用している生物は動物と一部の原生生物に限られている）

## 種類と分布
脊椎動物は30種近くのコラーゲンタンパク質を有することが報告されており、それぞれのコラーゲンはI型、II型のようにローマ数字を使って2025年時点で29の型に分類されている。真皮、靱帯、腱、骨などではI型コラーゲンが、関節軟骨ではII型コラーゲンが主成分である。また、すべての上皮組織の裏打ち構造である基底膜にはIV型コラーゲンが主に含まれている。体内で最も豊富に存在しているのはI型コラーゲンである。
これらのコラーゲンタンパク質は、すべてがコラーゲン細線維を形成するタイプではない。コラーゲン細線維の主成分となるタイプのコラーゲンタンパク質は "線維性コラーゲン"、線維を形成しないものを "非線維性コラーゲン" と呼ぶ。非線維性コラーゲンでは、コラーゲン線維の表面に結合するFACIT(Fibril Associated Collagens with Interrupted Triple helices)や基底膜構造の主成分となる非常に細い網目構造を作るものや、細胞膜に結合して存在するコラーゲンもある。
下記は、ヒトのコラーゲンの各型の性質と主な分布である。（一部）

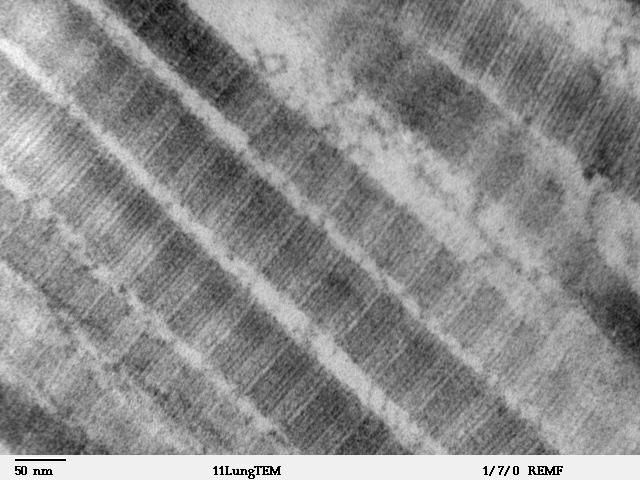
I型コラーゲン

I型コラーゲン線維性コラーゲン。脊椎動物では最も大量に存在するコラーゲン。骨に大量に含まれ、リン酸カルシウム（ヒドロキシアパタイト）と相互作用して、骨の形状と強度を保つ。皮膚の真皮にも非常に多く、皮膚の強さを生み出す働きがある。I型コラーゲンは、α1鎖（I型） 2本とα2鎖（I型）1本が集まって形成される。多くの組織でコラーゲン細線維、さらにはそれが集まったコラーゲン線維の主成分である。
II型コラーゲン線維性コラーゲン。硝子軟骨のコラーゲン線維の主成分。眼球の硝子体液の成分でもある。II型コラーゲンは、3本のα1（II型）鎖から構成されるホモトライマーである。
III型コラーゲン線維性コラーゲン。I型コラーゲンの存在する組織にはIII型コラーゲンも共存する場合が多い。真皮や大動脈に多い。III型コラーゲンは、コラーゲン線維とは別の、細網線維（さいもうせんい）と呼ばれる細い網目状の構造を形成し、細胞などの足場を作っている。創傷治癒過程の初期段階で比較的多く合成され、やがてI型コラーゲンに置き換わる事で治癒が進むといわれる。
IV型コラーゲン非線維性コラーゲン。基底膜を構成する主成分であり、網目状のネットワークを形成し、基底膜の骨格構造を支えている。基底膜は上皮組織の裏打ち構造で、上皮細胞の足場になる。α1鎖からα6鎖までの6種類の遺伝子からなる3種類のサブタイプが存在する。
V型コラーゲン線維性コラーゲン。I型コラーゲン、III型コラーゲンの含まれている組織に、少量含まれている。V型コラーゲンは、α1（V）鎖、α2（V）鎖、α3（V）鎖からなり、112というα鎖組成のサブタイプが最も多い。次に123という組成のサブタイプが胎盤などに存在する。無脊椎動物の線維性コラーゲンは、V型に近い。
VI型コラーゲン非線維性コラーゲン。4分子が2本ずつ逆向きに会合したものが四量体を形成し、それがアミノ末端側の球状領域で会合して形成される細線維（マイクロフィブリル）を作る。細線維は、コラーゲン線維とは別の線維状構造で、ビーズ状の直径約50 nmほどの球状部分と、直径13 nm程度の細い線維部分から形成される。ほとんどの臓器組織の結合組織の細胞外基質に存在する。
VII型コラーゲン非線維性コラーゲン。皮膚の表皮と真皮の境界の基底膜近傍に存在し、アンカリング線維を形成して表皮と真皮を力学的につなぐ役割を持つ。VII型コラーゲン遺伝子COL7A1の異常は栄養障害型表皮水疱症となる。
VIII型コラーゲン短鎖コラーゲン(short chain collagen)と呼ばれる。血管内皮細胞などがつくっている。角膜内皮細胞のデスメ膜に多い。
IX型コラーゲンFACITコラーゲン。軟骨のコラーゲン線維に結合している。3本のα鎖（a1(IX), a2(IX), a3(IX)）が1本ずつからできるヘテロトライマーである。
X型コラーゲン短鎖コラーゲン(short chain collagen)と呼ばれる。肥大軟骨層に多く存在する。遺伝子の異常は骨の成長に影響を与える。
XI型コラーゲン線維性コラーゲン。軟骨のコラーゲン線維に主に存在する。V型コラーゲンと非常によく似たタイプ。福井県立大学 水田尚志らの研究結果では、シロサケの鼻軟骨に特異的に多く含まれることが知らている。
XV型コラーゲンXVIII型コラーゲンとドメイン構造がよく似ている。multiplexinマルチプレキシン型コラーゲン。
XVII型コラーゲン非線維性コラーゲン。別名、BP180、BPAG2。遺伝子はCOL17A1。上皮細胞などがつくる膜貫通タンパク質（transmembrane protein）で、細胞結合の1つ・半接着斑（ヘミデスモソーム）の細胞接着分子である。関連疾患として、水疱性類天疱瘡(bullous pemphigoid：BP)、接合部型表皮水疱症（junctional epidermolysis bullosa）がある。
XVIII型コラーゲンCOL18A1遺伝子にコードされるホモトリマー。血管基底膜に存在する。700残基ほどのコラーゲン性領域を有する。分子のC末端側に183残基約20kDaほどのエンドスタチンと呼ばれる血管新生を阻害する作用を持つ領域がある。XV型同様multiplexinに分類される。
（以下 略）
そのほか、コラーゲンタンパク質の特徴を部分的に備えた "コラーゲン様領域" を有するタンパク質が15種類以上知られている。例えば、補体のC1q、コレクチン、フィコリン、アディポネクチン、マクロファージスカベンジャー受容体などがそれである。これらは部分的にコラーゲンの機能をあわせ持つタンパク質と考えられている。

## 生合成
細胞内でのコラーゲンの産生には、様々な酵素分子やシャペロン分子が関与している。ヒトのコラーゲンのなかでは最も大量に存在するI型コラーゲン分子の場合、COL1A1とCOL1A2の2種類の遺伝子から合成されたmRNAが細胞質中のリボソームによって翻訳が開始され、翻訳されたシグナルペプチドとシグナルリコグニションパーティクル(signal recognition particle: SRP)によって翻訳が停止した後、粗面小胞体 (rER)にリボソームが結合してSRPが遊離して翻訳が再開され、小胞体内腔に取り込まれ、ゴルジ体に輸送され修飾を受けた後、細胞外に分泌される。I型コラーゲンの場合、小胞体内でC-プロペプチドによってプロα1(I)鎖とプロα2(I)鎖が通常は2:1の比でプロテインジスルフィドイソメラーゼ（PDI)EC 5.3.4.1の触媒反応によって鎖間ジスルフィド結合を形成する。3本鎖を巻く過程で、プロコラーゲン-プロリンジオキシゲナーゼ（プロリル4ーヒドロキシラーゼ）によって、-Gly-Xaa-Yaa-のYaaの位置にあるプロリン残基が水酸化されて4－ヒドロキシプロリン残基になる。そのほかに、Xaaの位置のプロリン残基を修飾するプロリル3ーヒドロキシラーゼ(P3H1, P3H2, P3H3)や、リジルヒドロキシラーゼ1-3 (Lysyl hydroxylase, procollagen-lysine 5-dioxygenase)、ヒドロキシリジン残基にガラクトース残基を付加するガラクトシラーゼ、ガラクトシルヒドロキシリジン残基にグルコース残基を付加するグルコシラーゼといった翻訳後修飾酵素が必要である。また小胞体内のタンパク質サイクロフィリンbやCRTAPの劣性遺伝子変異が骨形成不全症を引き起こすことが知られている。
いくつかの型のコラーゲンにおいては、HSP47という分子シャペロンが正常なコラーゲン分子の合成に必須であることが報告されている。また、I型コラーゲンとHSP47の発現量は、常に相関することも知られている。

## 胚性幹細胞培養
コラーゲンは、ES-D3株などの胚性幹細胞を無血清条件で培養する際にディッシュにコーティングすることで幹細胞の足場となり、幹細胞の未分化性維持および幹細胞の増殖を促進する働きがあることが論文により報告されている。また、米国国立衛生研究所（NIH)による2006年の報告ではヒト胚性幹細胞の無血清培養を行う際にはラミニン-111とIV型コラーゲンを主成分とするマトリゲルによる培養を行うことで胚性幹細胞の未分化性を維持した状態で増殖させる手法が多数紹介されている。同時に精製されたラミニン (laminin) あるいはIV型コラーゲンを使用した培養法が存在することについて述べられている。
As it is mostly comprised of laminin and collagen, these molecules have also been used, in purified form, to avoid lot-to-lot variations in the Matrigel extract.

## 産業利用

### ゼラチン
ゼラチンは、高温で立体構造を変性させたコラーゲンである。コラーゲンのらせん構造は、高温では壊れて三量体が解離し、一本鎖にほどけたポリペプチド鎖が遊離する。コラーゲンは、疎水性アミノ酸含有量が少ないために、水に溶けるなど、立体構造を持つコラーゲンとは異なった物理的・化学的性質を示し、ゼラチンと呼ばれる。ゼラチンは、コラーゲン配合と表記されている化粧品や補助食品、あるいはゼリーの原料として用いられる。主な原料はウシやブタなどの大動物の皮膚、骨などや魚類である。乾燥する際の形状によって板ゼラチンや粉ゼラチンと呼ばれる。
コラーゲンらせん構造のフォールディングとアンフォールディング反応には、I型コラーゲンなどの共有結合で3本のポリペプチド鎖が結合していない場合には、濃度依存性はない。III型コラーゲンなど、末端に共有結合で3本鎖が集まっている場合は、フォールディング反応において、プロリン残基におけるX-Pro結合のcis transが律速段階になり、ジッパーのように3本鎖らせん構造が形成されていくので、履歴現象が観察される。低濃度のコラーゲン溶液を用いた実験では、変性温度が単離した動物の体温以下になることが知られている。

### アテロコラーゲン
コラーゲンの両端には、コラーゲンの主たる抗原部位であるテロペプチドが存在する。この部分を酵素処理で取り外すと、コラーゲンの抗原性が極端に低くなる。これをアテロコラーゲンと呼び、医療用のインプラント材料や組織工学用の足場材料に応用されている。また、一部の化粧品にも利用されている。

### コラーゲンペプチド
コラーゲンペプタイドとも呼ばれる。コラーゲンを酵素処理で分解し、低分子化したもので、食品として摂取した場合、体内でオリゴペプチドやアミノ酸に分解しやすいため、吸収性が高められている。ゼラチン同様に水溶性を持つが、ゼラチンのように低温でゲル化する性質はない。健康食品として摂取されたり、保湿性があるために、化粧品原料にも用いられる。原料として、ウシ、ブタなどの家畜の他に、ティラピア、ヒラメ、サケ、スズキなどの魚類の皮や鱗を使う例が多い。産業原料として、粉末のほか、水溶液で流通する場合もある。

### 非変性コラーゲン
コラーゲンを変性させずに抽出されたもの。ハーバード大学の研究では、II型の非変性コラーゲンが免疫寛容によって関節の炎症が抑えられることがわかっている。シニア向けの健康食品として摂取されている。原料として、主に鶏の軟骨であったが、近年、アルカリ溶液による抽出方法の発見と、サケの鼻軟骨を原料とすることにより、生産の低コスト化が実現した。

## 消化、吸収
口から摂取し消化されたコラーゲンに特徴的なヒドロキシプロリンの血中への移行は、ゼラチンでは1962年に、さらに分解されたコラーゲンペプチドでは2005年から解明されてきた。国立健康・栄養研究所は2012年に食べて「美肌」「関節」に期待する効果が現れるかは現時点での科学的知見では「分からない」との見解を示した。2016年以降は、消費者庁管轄の機能性表示食品の制度で、科学的根拠を元に「膝関節が気になる方に」といった表示が認可されている。2019年のシステマティック・レビューでは、皮膚の創傷の回復や老化対策に有望な予備的結果を示すランダム化比較試験があった。
タンパク質の一種であるコラーゲンのアミノ酸残基は、グリシンが約1/3、プロリンおよび（プロリンが水酸化されたものである）ヒドロキシプロリンがそれぞれ約10%、残りがその他のアミノ酸で構成されている。
コラーゲンの特徴は、ほかの大部分がアミノ酸にまで分解されるタンパク質の消化とは多少異なる。ほかのタンパク質と比べて、さらにアミノ酸へまで分解されるのではないオリゴペプチドの状態で吸収されていることが明らかとなっている。上記コラーゲンの成分のうちヒドロキシプロリンがコラーゲンに特徴的なアミノ酸である。1962年には、コラーゲンが加水分解されたゼラチンの摂取量が増えるほど、ヒドロキシプロリンがアミノ酸と結合したジペプチド～オリゴペプチドが血中に増加することが判明した。
その後は、技術的な不足もあり研究には間があったが、近年ペプチドの解析技術が進み、2005年にはコラーゲンペプチドを摂取するとヒドロキシプロリンを含むジペプチド及びトリペプチド（正確にはPro-Hypがほとんどで、他にAla-Hyp、Ala-Hyp-Gly、Pro-Hyp-Gly、Leu-Hyp、Ile-Hyp、Phe-Hypが検出された）が血中に増加することが判明した。これらは消化酵素に抵抗性がある性質を持つため、推測ではアミノ酸にまで分解されにくく血中に移行しやすい。ヒドロキシプロリン残基を含むペプチドは細胞の働きを活性化させる様々な生理的活性が報告されている。コラーゲンを経口摂取することでヒドロキシプロリンペプチドの血中濃度が長時間上昇すること、ペプチドが線維芽細胞を刺激し再生を促進することが明らかとなった。
体内でのコラーゲン分子の合成には、リシンや2価の鉄イオンやビタミンCが別途必要である。
コラーゲンを含む食品としては、肉類（特に、皮・軟骨・骨・筋。鶏皮、鶏軟骨、スジ肉）、魚類（特に、皮・骨。サケ、うなぎ）、ゼラチン、ゼリー（増粘多糖類ではなくゼラチンで作ったものに限る）が挙げられている。

## 医療
歯肉後退の治療に、異種コラーゲンマトリックスは、2018年までの9件のランダム化比較試験から、エナメルマトリックス誘導体や結合組織移植と有意な差がないため代替法となる。2018年までの限られた証拠からは、結合組織移植よりも手術時間と術後死亡率が少ない。
牛由来コラーゲンは、アメリカ食品医薬品局 (FDA) が最初に承認した注入剤で、瘢痕、萎縮、鼻唇ヒダなどに使い、通常6か月未満持続する。コラーゲン注入は肉芽形成の点で、ヒアルロン酸注入よりも理想的ではない。牛由来コラーゲンではコラーゲン繊維が太く、注射前にアレルギー検査が必要なことから、患者自身の皮膚から採取したヒト由来コラーゲンを用いる方法が開発されており、アレルギー検査は不要である。
日本国外では鼻脇からのシワである鼻唇溝に、ポリメタクリル酸メチル-コラーゲンが注射されることがある。その際の肉芽腫の発生率は1.7%と低く、多くは簡単な治療で管理できた。

## 美肌効果と関節等への作用について
機能性表示食品としては29名でのランダム化比較試験 (RCT) などを根拠に「膝関節が気になる方に」といった表示が認可されている。変形性関節症に対するメタアナリシスでは証拠の質は低いが、コラーゲン加水分解物が痛みの軽減に効果量0.8以上と大きな効果を示し、未変性II型コラーゲンでは偽薬との有意な差は示すがその大きさは小さい。
2005年には、京都府立大教授の佐藤健司らの研究グループは、食べたコラーゲンが体内で働くメカニズムを発見した（#消化、吸収）。分子量が30万であるコラーゲンを加水分解したものがコラーゲンペプチドで、分子量は数百以上からとなる。2012年までの研究で確認されていることはコラーゲンペプチドは線維芽細胞を増やすことで、間接的にコラーゲンやヒアルロン酸、エラスチンの産生を促しているということである。国立健康・栄養研究所が2012年には、コラーゲンを食べても分子量が大きいため吸収のためにアミノ酸やペプチドに分解されるとし、分子量が500などの低分子コラーゲンでも、再びコラーゲンの合成の利用に使われるかや、「美肌」「関節」に期待する効果が出るかどうかは現時点での科学的知見では「分からない」との見解を示した。
2019年のシステマティック・レビューでは飲むコラーゲンを使ったRCTが11研究見つかり、乾癬、褥瘡、老化を含めて将来の大規模な研究に向けて有望な結果が出ており、2.5-10グラム、4週間から24週間と多様な使用条件で弾力性、水分、コラーゲン密度が増加、一般に安全で副作用はなかった。低分子コラーゲンペプチドを使った64名での2018年のRCTでは、3か月後に偽薬よりも水分量、弾力性、しわが改善された。2015年の120名のRCTでは、8週間で偽薬に比較してコラーゲンペプチド5グラムあるいは10グラムでは、しわの減少傾向、弾力性が改善された。2016年RCTでは、コラーゲンペプチドでもプロリル-ヒドロキシプロリン（Pro-Hyp）とヒドロキシプロリル-グリシンが多い場合に、肌の水分、弾力性、しわを改善した。2017年のRCTでは60人の被験者で、偽薬に比較して2か月後に弾力性7.5%の増加と質感の改善が見られた。
2004年には、6週間の摂取で皮膚の赤み、弾力性、しわが改善されたという研究結果がある。春日井・小山 (2004) において、コラーゲン摂取群と対照群の間に皮膚の水分量に有意な差はなかったが角層吸水能は上昇しており他の研究グループからも同様の報告があるとしている。
春日井・小山 (2004) において、骨粗しょう症関連として踵の骨密度と骨代謝マーカー(骨型アルカリファスファターゼ、オステオカルシン、血中Ca、ピリジノリン、デオキシピリジノリン) の測定が行われたが、コラーゲン摂取群と対照群のこれら測定値の間に有意な差は認められないとされた。
コラーゲンのペプチド断片を配合した化粧品が数多く販売されている。またコラーゲンの3本鎖らせん構造を持つ分子を配合した化粧品も一例がある。コラーゲンは保湿効果が高いタンパク質であり、コラーゲン分子は3残基ごとに繰り返すグリシン以外の残基がすべて分子表面に露出しており周囲に多くの水分子を保持できる。皮膚表面に塗布することにより、皮膚からの水分の蒸発を抑えるという肌の表皮層に対する保湿の効果は期待できる。そのままの形で皮下に吸収・利用されることは考えにくい。
1950年代からゼラチンが爪の健康に有効だと知られていたが、コラーゲンでは報告がないためRCTが実施され、毎日コラーゲンペプチドを5グラム摂取し、12週間後に爪のセラミドやスフィンゴスチンを増加させ、爪の乾燥を防ぎしなやかさを向上させた。1日7グラムのゼラチンの摂取では爪のもろさが83%の人で改善、14グラムのゼラチンでは70%の人で10%前後髪が太くなったという研究がある。